# 哀乐中年
《哀乐中年》是1949年上映的一部中華民國大陸時期电影，該電影由桑弧執導，並且親自撰寫劇本，並由文华影片公司拍攝。該電影由石挥、朱嘉琛主演，韩非、李浣青、莫愁、沈扬、俞仲英、叶明、崔超明等人參演，講述的是中学校长陈绍常和青年女教师刘敏华之間的故事。

## 演員表

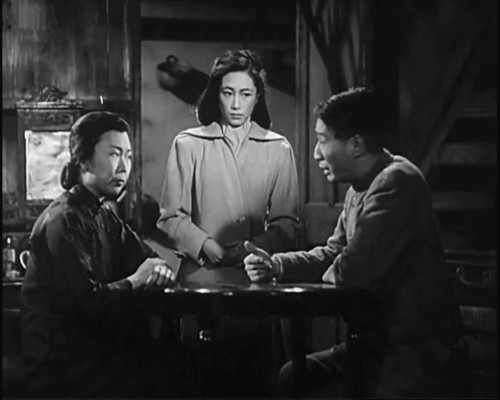
上方為朱嘉琛饰演的刘敏华，下右為石挥饰演的陈绍常

- 石挥 饰演 陈绍常，一位丧偶的校长
- 朱嘉琛 饰演 刘敏华，陈绍常朋友的女儿
- 韩非 饰演 陈建中，陈绍常的长子
- 李浣青 饰演  馮麗君，陈建中之妻